# Saint-Pierre-la-Noaille
Saint-Pierre-la-Noaille ist eine französische Gemeinde mit 381 Einwohnern (Stand: 1. Januar 2022) im Département Loire in der Region Auvergne-Rhône-Alpes. Die Gemeinde gehört zum Arrondissement Roanne und zum Kanton Charlieu. Die Einwohner werden Saint-Pierots genannt.

## Geografie
Saint-Pierre-la-Noaille liegt etwa 16 Kilometer nördlich von Roanne. Die Loire fließt westlich der Gemeinde. Umgeben wird Saint-Pierre-la-Noaille von den Nachbargemeinden Iguerande im Norden und Nordwesten, Fleury-la-Montagne im Norden und Osten, Saint-Nizier-sous-Charlieu im Süden sowie Briennon im Westen.

## Bevölkerungsentwicklung
| Jahr                       | 1962 | 1968 | 1975 | 1982 | 1990 | 1999 | 2006 | 2018 |
| Einwohner                  | 303  | 266  | 236  | 283  | 298  | 323  | 353  | 377  |
| Quellen: Cassini und INSEE |      |      |      |      |      |      |      |      |

## Sehenswürdigkeiten
- Kirche Saint-Pierre
- Kapelle Sainte-Madeleine
- Schloss Saint-Pierre aus dem 14. Jahrhundert, Umbauten aus dem 17. Jahrhundert
- Schloss Marchangy
- Schloss La Garde aus dem 17. Jahrhundert